# Carbonio-13
Il carbonio-13 (13C) è un isotopo non radioattivo del carbonio, composto da 6 protoni e 7 neutroni. 
È il più raro dei due isotopi stabili del carbonio reperibili in natura (l'altro è il carbonio-12): infatti sulla Terra solo l'1,1% dell'ammontare complessivo del carbonio si presenta sotto questa forma.

## Utilizzi

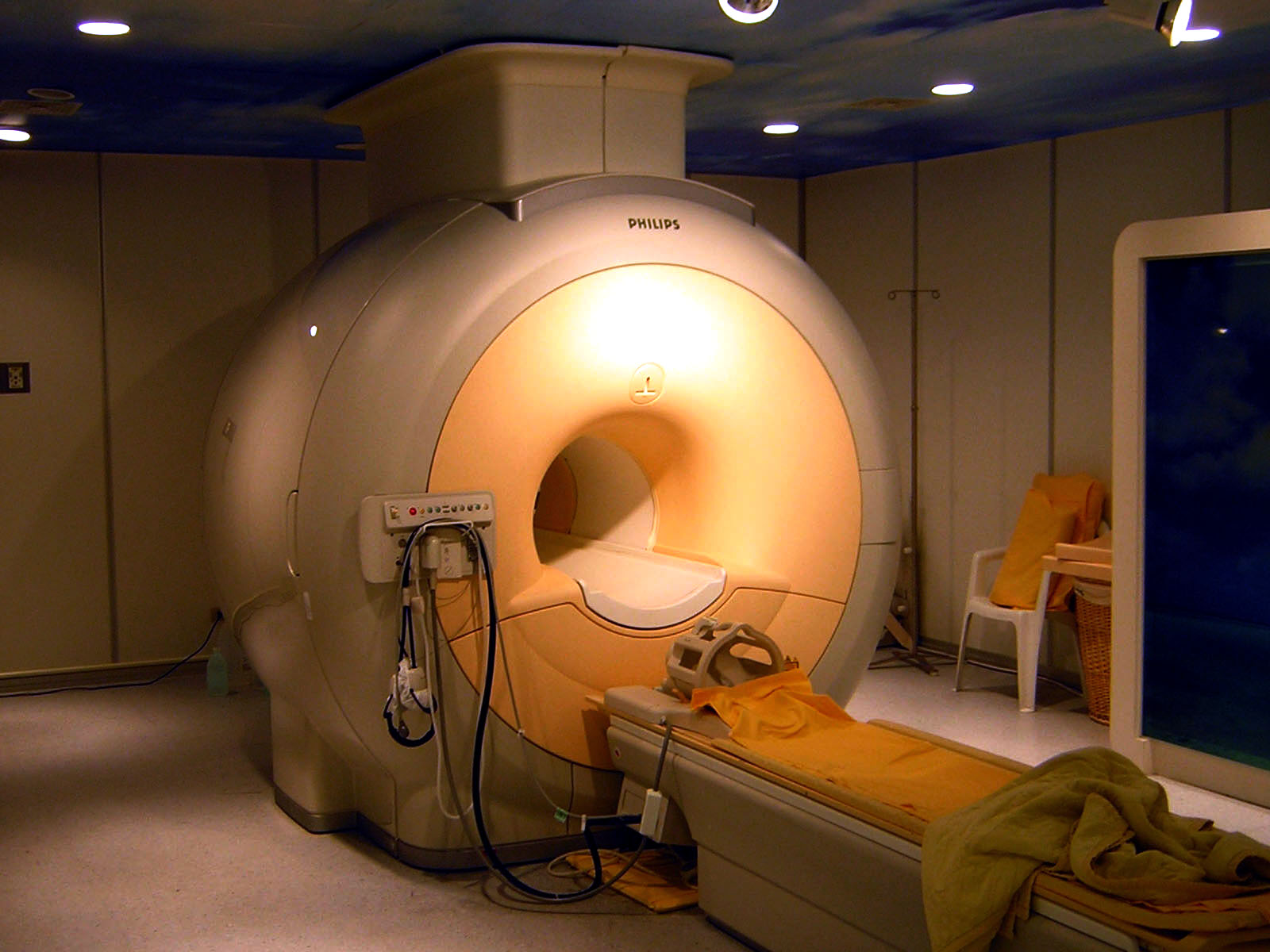
Uno scanner per MRI da.

Il 13C trova applicazioni in medicina, dalla misura della sua concentrazione mediante spettrografia di massa permette di stimare la diversa capacità di assorbimento degli isotopi del carbonio di differenti organismi viventi e differenti tessuti. Come nello studio del metabolismo cardiaco mediante spettroscopia di Risonanza Magnetica (MRI), dove il carbonio-11 viene usato come tracciante. Si sfrutta la polarizzazione elettronica del 13C, facilmente ottenibile tramite radiofrequenza, oppure l'iperpolarizzazione del nucleo.
Ciò permette lo studio di molte casistiche perché il 13C può essere facilmente distribuito in tutti i tessuti dell'organismo. Inoltre è anche più efficiente del 1H usato per l'1HMRI perché è più lungo il tempo di rilassamento del nucleo iperpolarizzato (da 10 a 60 secondi).
Il carbonio-13 è utilizzato anche nelle datazioni con il carbonio-14 per migliorarne la precisione.

## Eccitazione
| Energia      | Spin | Emivita     | Ampiezza relativa |
| ------------ | ---- | ----------- | ----------------- |
| 3089,443 keV | +1⁄2 | 1,7×10−15 s | 0,426 eV          |
| 3684,507 keV | −3⁄2 | 1,1×10−15 s | 0,415 eV          |
| 3853,807 keV | +5⁄2 | 8,6×10−12 s | 5,31×10−5 eV      |
| 6864 keV     | +5⁄2 | 8×10−20 s   | 6 keV             |
| 7492 keV     | +7⁄2 | 9×10−20 s   | 5 keV             |

## Isotopi vicini
Le caselle colorate corrispondono ad isotopi stabili.
|     |     | 12O | 13O | 14O  | 15O  | 16O  | 17O  | 18O  | 19O  | 20O  |
|     | 10N | 11N | 12N | 13N  | 14N  | 15N  | 16N  | 17N  | 18N  | 19N  |
| 8C  | 9C  | 10C | 11C | 12C  | 13C  | 14C  | 15C  | 16C  | 17C  | 18C  |
| 7B  | 8B  | 9B  | 10B | 11B  | 12B  | 13B  | 14B  | 15B  | 16B  | 17B  |
| 6Be | 7Be | 8Be | 9Be | 10Be | 11Be | 12Be | 13Be | 14Be | 15Be | 16Be |